# Кабимас
Кабимас (на испански: Cabimas) е град във Венецуела. Населението му е 255 567 жители (по данни от 2011 г.), а площта е 862 кв. км. Името на града идва от вид дърво. Времето е горещо и влажно с целогодишна температура над 30 градуса.